# TuxOnIce
TuxOnIceは、Linuxカーネル2.6のパッチとして利用可能なディスクへのサスペンド (または休止状態) 機能の実装である。
以前はSuspend2として知られていた。
カーネル2.5時代、Pavel Machekはswsuspのオリジナルのツリー外バージョンをフォークし、 (その後ベータ(バージョン) 10付近で) バニラ・カーネルにマージされ、開発はswsusp/Suspend2/TuxOnIceラインで継続された。TuxOnIceにはSMP、highmem、およびプリエンプションのサポートが含まれる。

## 利点
swsuspに対する主な利点は次のとおり:

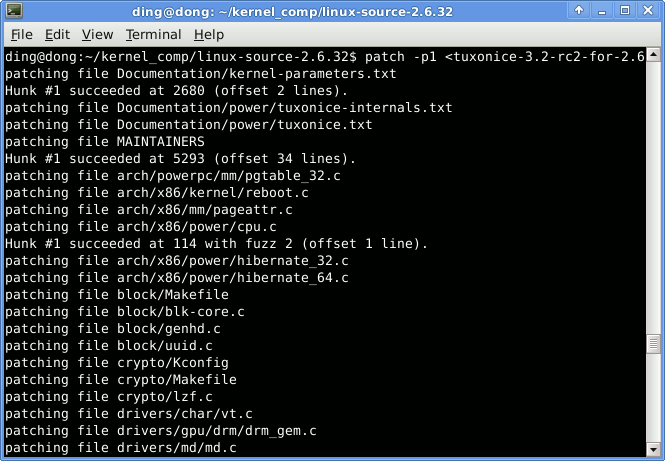
TuxOnIceパッチをLinuxカーネル適用する最中のスクリーンショット

- イメージの任意の変換とイメージを書き込むための任意のバックエンドを可能にする拡張可能なアーキテクチャを備え、
- 格納を実行する前にイメージを準備してストレージを割り当て、メモリとストレージの使用量を注意深く考慮することで、信頼性が高まり、
- イメージを書き込むための現在のモジュールは速度を重視して設計されており、デフォルト設定では非同期I/O、マルチスレッド、先読みとLZF圧縮を組み合わせて、ハードウェアが可能な限り高速にイメージの読み書きを行い、
- Wiki、メーリング・リスト、およびIRCチャネルを通じてサポートする活発なコミュニティがあり (TuxOnIce Webサイトを参照)、
- より柔軟に(/sys/power/tuxonice インターフェイス経由)で構成可能で、
- 現在のswsusp(とuswsusp)の実装は1つのスワップ・デバイスへのイメージ書込みのみをサポートするが、TuxOnIceは任意のスワップ・ファイルとスワップ・パーティションの組合わせで複数デバイスをサポートし、またイメージを通常のファイルに書込むこともできるため、サスペンドの準備時にメモリを解放する際の潜在的な競合問題を回避でき、[疑問点 – ノート]
- さまざまな方法による暗号化をサポートし、
- uswsuspとswsuspはRAMの最大半分の量を書込むが、メモリの完全なイメージを保存でき (その結果、再開後のシステム応答性が向上する)。

TuxOnIceは当初「Suspend2」と呼ばれていた。これはベータ・リリースの後 (Pavel がコード・ベースをフォークした時点で)、リリース1.0があり、その後リリース2.0があったからである。「Suspend2」という名前は、「Software Suspend 2.x」の短縮形として開発された。
TuxOnIceをバニラ・カーネルにマージするために時間をかけていくつかの努力が行われてきたがしかし、これらはPavelによって反対されており、その主な理由は、Pavelがディスクへのサスペンド・プロセスの多くはユーザー空間 (uswsuspを参照) から実行できるし、そうすべきであると信じているのに対し、Nigel Cunninghamはこのコードはカーネルに属すべきと考えているからである。Nigelは、TuxOnIce固有の機能をメインラインにマージし直すことへの願望と不満の両方を述べており、現在は積極的にそれを追求していない。